# Vol TWA 891
Le vol TWA 891 était un Lockheed L-1649A Starliner qui s'est écrasé peu de temps après son décollage de l'aéroport de Milan Malpensa le 26 juin 1959. Les 68 passagers et membres d'équipage à bord ont été tués.

## Vol
Le 26 juin 1959, le vol TWA 891 quitte l'aéroport de Malpensa à Milan, en Italie, avec à son bord un équipage de 9 et 59 passagers. 16 passagers venaient d'Italie, quatre passagers et trois membres d'équipage de France, quatre du Royaume-Uni, deux du Chili, un d'Allemagne de l'Ouest, un d'Égypte et un d'Israël, les 30 passagers et six membres d'équipage restants étant américains. Le vol était originaire d'Athènes, en Grèce, et s'était arrêté à Rome avant de se rendre à Milan. L'étape suivante du vol était l'aéroport d'Orly à Paris. Lorsque le vol 891 a décollé de Milan, une pluie légère tombait avec un ciel couvert et un plafond d'environ 2 000 pieds, avec une visibilité d'environ trois kilomètres (3,2 km). Il y a également eu des orages dans la région.
Douze minutes après le décollage, l'équipage de conduite a signalé que l'avion franchissait 10 000 pieds en montée. Quelques minutes plus tard, le Starliner a subi une défaillance structurelle et s'est brisé en plein vol. Tout le monde à bord a été tué.
Le vol 891 a été le premier accident aérien mortel impliquant un Lockheed Starliner. En termes de pertes en vies humaines, ce fut aussi le pire accident aérien de 1959.

## Cause
Le 24 novembre 1960, une commission d'enquête italienne annonça sa conclusion selon laquelle un coup de foudre avait détruit le vol 891. "La désintégration en vol est due à l'explosion des vapeurs de carburant contenues dans le réservoir no 7, suivie immédiatement soit d'une explosion de pression, soit d'une autre explosion dans le réservoir no 6. En l'absence d'autres preuves concrètes significatives, compte tenu des conditions météorologiques orageuses, avec de fréquentes décharges électriques, qui régnaient dans la zone au moment de l'accident, on peut supposer que l'explosion des vapeurs de carburant contenues dans le réservoir no 7 a été déclenchée, par les canalisations de sortie, par l'inflammation des vapeurs d'essence s'échappant de ces canalisations à la suite des décharges d'électricité statique (Décharge filamenteuse) qui se sont développées sur les sorties d'aération."

## Voir également
- Vol Pan Am 214, un autre crash provoqué par la foudre
- Vol TWA 800, un crash provoqué par la foudre 37 ans plus tard.